# 合金装备2 固蛇
《潛龍諜影2 固蛇》（又译作），是一款动作隱蔽類遊戲。1990年由科乐美公司在MSX2上发行。本游戏为小島秀夫所製作的潛龍諜影系列第二作。

## 故事大綱
1999年，冷戰已經結束，大國之間的緊張關係已經緩和，但和平仍未到來……事件就是一位捷克裔科學家Kio Marv博士發明了一種經過基因改造，能生產生物燃料的藻類OILIX，解決了人類的能源危機。正當Marv博士在前往布拉格的世界能源會議途中，被一群來自中亞地區的新興國家贊給巴爾（Zanzibar Land）的僱傭兵綁架，他們企圖以博士的性命和OILIX的配方來換取核武，威脅歐美和俄羅斯等大國。
於是，美國政府派出秘密特種部隊Foxhound的戰士固蛇（Solid Snake），潛入贊給巴爾拯救Kio Marv博士和回收OILIX的研究資料。固蛇發現Big Boss他根本沒有在世外桃源（Outer Heaven）事件中被殺，反而另起爐灶成立和統治贊給巴爾，繼續研製新型號的搭載核武的步行兵器 - Metal Gear！於是固蛇不止要收回OILIX和拯救科學家，還必須要毀滅新型的Metal Gear和殺死Big Boss，終止他以Metal Gear來征服世界的野心！

## 评价
《合金装备2》收到几乎普遍好评。GameSpy的保罗·索思评级到：本作在各个方面都超越了它的前作《合金装备》。除了赞赏游戏，他还表扬了游戏情节扣人心弦，是一个非常好的故事。